# Nick Goepper
Nicholas 'Nick' Goepper (Fort Wayne, 1994. március 14. –) amerikai síakrobata.

## Élete
Ötévesen kezdett el síelni az Indiana állambeli Lawrenceburg sípályáján. 2012-ben mutatkozott be először hazai sportrendezvényen. Az aspeni Winter X Games-en (2012-ben) ezüstérmet szerzett, majd a rákövető két évben a dobogó legfelső fokára állhatott fel. Elsőségét sikerült megőriznie 2014-ben és 2015-ben is, míg 2017-ben, az X Games Norway-ben (Hafjell) ezüstérmest szerzett.
2013-ban, a norvégiai Vossban rendezett világbajnokság slopestyle versenyszámában a harmadik helyen zárt. Ugyanebben az évben a második helyen végzett az olimpiai kvalifikációs versenyen, így bekerült az amerikai olimpiai csapatba.
Szocsiban a téli olimpia síakrobatika férfi slopestyle versenyszámában – honfitársai, Joss Christensen és Gus Kenworthy mögött – a harmadik helyen ért célba. Négy évvel később, a phjongcshangi téli olimpia síakrobatika férfi slopestyle döntőjében már sikerült neki ezüstérmet szereznie csakúgy, mint harmadik olimpiáján Pekingben (2022).